# Get Over U
"Get Over U" é uma canção da cantora e compositora britânica Neon Hitch. A canção foi lançada como single no dia 21 de fevereiro de 2011.

## Lançamento
"Get Over U" foi lançada digitalmente em 21 de Fevereiro de 2011.

## Lista de faixas
| Download digital |              |         |  |
| N.º              | Título       | Duração |  |
| 1.               | "Get Over U" | 3:24    |  |

| EP digital |                                    |         |  |
| N.º        | Título                             | Duração |  |
| 1.         | "Get Over U"                       | 3:24    |  |
| 2.         | "Get Over U" (Borgore Remix)       | 3:57    |  |
| 3.         | "Get Over U" (Dave Nada - Moombah) | 3:00    |  |
| 4.         | "Get Over U" (Juan MacLean Remix)  | 9:01    |  |

## Histórico de lançamento
| Região         | Data              | Formato          | Gravadora       |
| -------------- | ----------------- | ---------------- | --------------- |
| Espanha        | 21 fevereiro 2011 | Digital download | Reprise Records |
| Estados Unidos | 21 fevereiro 2011 | Digital download | Reprise Records |
| Reino Unido    | 21 fevereiro 2011 | Digital download | Reprise Records |